# 2006 în jocuri video
Acest articol prezintă evenimente importante legate de jocuri video din anul 2006. Vezi și istoria jocurilor video.

## Evenimente
În 2006 au apărut mai multe sequel-uri și prequel-uri în jocurile video, cum ar fi New Super Mario Bros, Sonic the Hedgehog și The Legend of Zelda: Twilight Princess, împreună cu titluri noi precum  Bully, Company of Heroes, Dead Rising, Gears of War, Just Cause, Lost Planet: Extreme Condition, Ōkami, Prey, Resistance: Fall of Man, Saints Row și Thrillville. Două noi console pentru acasă au fost lansate în cursul anului: Wii de la Nintendo și PlayStation 3 de la Sony.
Cea mai vândută consolă de jocuri a anului a fost Nintendo DS, în timp ce cel mai bine vândut joc video al anului a fost New Super Mario Bros. pentru Nintendo DS. Cel mai apreciat titlu al anului a fost The Legend of Zelda: Twilight Princess pentru consolele Nintendo: GameCube și Wii.